# Nesttun Station
Nesttun Station (Nesttun stasjon) var en jernbanestation på Vossebanen, der lå i kvarteret Nesttun i Bergen i Norge.
Stationen åbnede som holdeplads, da banen blev taget i brug 11. juli 1883. Oprindeligt hed den Nestun, men den skiftede navn til Næstun i 1892 og til Nesttun i april 1894. Den blev opgraderet til station 1. april 1888. 1. august 1964 omlagdes fjerntrafikken på strækningen mellem Tunestveit og Bergen, hvor stationen ligger, til en ny, i forbindelse med at Ulrikstunnelen blev taget i brug. Lokaltrafikken på den gamle strækning mellem Bergen og Nesttun fortsatte dog indtil 31. januar 1965, hvorved stationen reelt blev nedlagt. Sporforbindelsen forsvandt, da banen mellem Minde og Midttun blev nedlagt 1. marts 1980 og efterfølgende fjernet.
Fra 1. juli 1894 til 2. september 1935 var Nesttun endestation for Nesttun–Osbanen til Osøyro. Den havde en sporvidde på 750 mm og kunne ikke bruge samme materiel som Vossebanen. Stationen havde derfor et omlæsningsspor for gods.
Stationen havde i sin tid både stationsbygning, kiosk, das, mælkebod og læsserampe. Der var fem spor, hvoraf et var omlæsningssporet. Den første stationsbygning blev opført i 1883 efter tegninger af Balthazar Lange. Da Vossebanen blev ombygget til normalspor, blev stationsbygningen flyttet til Ygre Station i Voss. En ny og større stationsbygning blev opført efter tegninger af Paul Due i 1904 og revet ned i 1981. Et pakhus og en mælkebod eksisterer stadig ligesom selve stationsområdet, tracéen og underføringen med fundamenterne til den gamle jernbanebro.